# Истомин, Иван Григорьевич
Ива́н Григо́рьевич Исто́мин (7 февраля 1917—1988) — ненецкий и коми писатель.
Родился в 1917 году в семье рыбака-коми в селе Мужи Шурышкарского района. В трёхлетнем возрасте перенёс полиомиелит и обезножел. Дядя сделал мальчику костыли. А друзья тут же дали Истомину прозвище Ванька-встанька. Много лет спустя Иван Григорьевич говорил: «Я и вправду как Ванька-встанька. Стою и не качаюсь. Качаюсь и не падаю. Ну а упал — встаю…»
Окончив школу-семилетку (1934), он поступил в Салехардский туземный педтехникум (так назывался ранее педколледж); В 1936 году в окружной газете опубликовал своё первое стихотворение «Олень». Позже его стихи и рассказы стали публиковаться в журналах «Сибирские огни», «Дружба народов», «Урал», «Нева», «Войвыв кодзув» (на коми языке) и др. В 1953 году первый сборник стихов Истомина «Наш север» на ненецком языке вышел отдельным изданием. С тех пор вышло более 20 книг Истомина: рассказы, повести, романы «Живун» и «Встань-трава». Его произведения публиковались как на русском, так и ненецком и коми языках.
В 1938 г., стал выпускником, получившим диплом № 1 с отличием. Прекрасный ученик школы, талантливый студент, он увлекался рисованием, писал маслом картины (хранятся в Салехардском окружном краеведческом музее), редактировал рукописный журнал «Искры Ямала».
После окончания педагогического училища работал преподавателем русского и ненецкого языка, графики и рисования в Салехардской политико-просветительской школе (по август 1941 г.), учителем в пос. Ямгорт, заведующим учебной частью в торгово-кооперативном училище. С 1950 года он стал профессиональным журналистом, работал в газете «Няръяна Ӈэрм», издающейся на ненецком языке, затем — в «Красном Севере». , а после стал заместителем редактора газеты . В 1955 году был принят в Союз писателей СССР.В 1958-м переехал в Тюмень, работал заместителем редактора Тюменского книжного издательства. Занимал эту должность до 1965 года.
В свет вышло более 20 книг Истомина. Он писал повести, рассказы, стихи, пьесы, очерки, сказки, романы. Его произведения публиковались на русском, ненецком и коми языках. Комедия Ивана Истомина «Цветы в снегах» много лет не сходила со сцены Тюменского драматического театра. Темой творчества писателя были северная природа, быт ямальских жителей, самобытная культура малочисленных народов.
Писатель занимался и живописью. Две его картины «Арест легендарного вождя ненецко-хантыйской бедноты Ваули Пиеттомина» и «Ленин на Ямале» выставлены в Салехардском краеведческом музее. Педагогическая и литературная деятельность И.Истомина отмечены орденом «Знак Почёта», медалью «За трудовую доблесть». Член Союза писателей СССР с 1955 года.
В музее села Мужи, есть экспозиция, посвящённая жизни и творчеству И. Г. Истомина. На фотографиях — человек с окладистой бородой, в глазах василькового цвета — затаённое лукавство. Даже не верится, что этого человека в трёхлетнем возрасте скрутил тяжёлый недуг — полиомиелит. 27 июля 1988 года Ивана Григорьевича не стало. С нами остались его книги, его любовь к ямальской земле. Похоронен писатель в Тюмени.

## Награды
- орден «Знак Почёта» (06.02.1967)